# Prodryas persephone
Prodryas persephone  (лат.) — ископаемая североамериканская бабочка семейства нимфалиды. Известна по единственному необычайно хорошо сохранившемуся экземпляру, обнаруженному в поздне-эоценовых отложениях. Ближайшие родственные нимфалиды: из современных родов Hypanartia и Antanartia.

## История
Обнаруженные окаменелые останки P. persephone хранятся в Музее сравнительной зоологии Гарвардского университета. Это было первой такой находкой на территории Северной Америки и, видимо, самый лучший сохранившийся экземпляр вымершей бабочки, когда-либо найденный.
Впервые данный вид описал Сэмюэль Хаббард Скаддер (Samuel Hubbard Scudder; 1837—1911) — американский энтомолог, палеонтолог и коллекционер, открывший и описавший примерно 2000 видов членистоногих. Скаддер продемонстрировал данную окаменелость в Королевском энтомологическом обществе Лондона в декабре 1893 года.
Интересно, что именно изображение Prodryas в книге Скаддера «Хрупкие дети воздуха» повлияли на Фрэнка Карпентера, выбравшего в результате карьеру палеоэнтомолога.
Скаддер демонстрировал окаменелость в Королевском энтомологическом обществе Лондона в декабре 1893 года.

## Описание

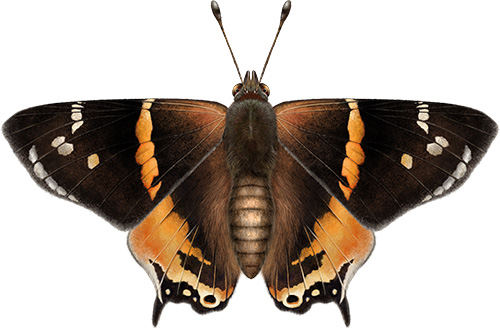
Цветная реконструкция Prodryas persephone, основанная на окраске Hypanartia и Antanartia.

Единственный известный экземпляр P. persephone — окаменевший отпечаток, обнаруженной «поселенкой, ставшей натуралистом» Шарлоттой Хилл в сланцевых отложениях позднеэоценового возраста формации Флориссант недалеко от Флориссана, штат Колорадо.
Длина переднего крыла бабочки 24,5 мм. Экземпляр прекрасной сохранности полностью открыт, хотя задняя кромка одного заднего крыла изначально была закрыта.  Видна верхняя поверхность данной особи, а конечности едва заметны. Голова повернута набок, обнажая ротовой аппарат и обе антенны. Жилкование крыльев прекрасно сохранилось, отчетливо видны даже цветовые узоры на крыльях. Отдельные чешуйки можно различить на некоторых участках переднего крыла..